# Urfi
Urfi (arab. ‏نكاح العرفي, Nikah 'urfi‎) – w kulturze islamskiej urfi znaczy tymczasowy związek małżeński najczęściej zawierany przez młodzież egipską. W większości państw arabskich niedopuszczalne jest zaproszenie dziewczyny na spacer przez chłopaka, nie mówiąc o trzymaniu się za rękę czy całowaniu. Natomiast urfi umożliwia swobodne spotkanie i uprawianie seksu.

## W liczbach
Z badań Uniwersytetu Kairskiego wynika, że większość urfi trwa 2 lata. W Egipcie oficjalnie zarejestrowanych jest około 3 miliony urfi, ale liczba zawartych potajemnie i niezarejestrowanych związków tego typu może być nawet trzykrotnie większa niż zarejestrowanych. Zjawisko osiągnęło taki poziom, że zainteresowały się nim władze państwowe oraz religijne.

## Prawnie
Wedle egipskiego prawa małżeństwo musi być zarejestrowane w urzędzie. Umożliwia to dochodzenie swych praw podczas rozwodu lub procedur spadkowych. Jednak zgodnie z nakazami religijnymi małżeństwa rejestrować nie trzeba, ale należy spełnić wiele wymogów. "Urfi" dosłownie oznacza małżeństwo zwyczajowe i ma pozytywne konotacje. Jeśli nie zostanie zarejestrowane w urzędzie, musi zostać zawarte w obecności świadków. Urfi zostało zalegalizowane przez Egipski Urząd Fatwy (arab. ‏دار الإفتاء المصرية, Dar al-Ifta al-Misriya‎, poprzez muftiego Arabskiej Republiki Egiptu Alego Gomaa.